# Burj
Un burj (àrab: برج, burj) fou una torre que, a l'època andalusina, fortificava un lloc de poblament i, per extensió, tot el petit poble al seu redós. Foren una de les formes de poblament fonamentals de l'Àndalus, juntament amb els pobles redossats al costat dels husun i de les alqueries. Foren especialment importants en les marques frontereres o thaghrs.
La fortificació del lloc de poblament podia ésser augmentada pel seu encimbellament i per l'excavació d'un refugi subterrani.
En la toponímia actual, trobem noms com Burjassènia o Les Borges, que ens ho recorden. Tot i que, després de la conquesta, alguns d'aquests llocs reberen el nom d'almúnia o, més sovint, el de torre.
S'han conservat restes d'alguns d'aquests llocs de poblament: Solibernat, Els Safranals, Algorfa, possiblement Avinganya, etc.